# Température corporelle humaine
Pour un article plus général, voir Température corporelle.

La température corporelle est principalement ressentie au niveau de la tête.

La température corporelle humaine est maintenue constante, l’être humain étant un organisme homéotherme.
On considère généralement que la température basale usuelle du corps humain est de 36,5 °C, cependant cette valeur dépend de l'endroit du corps où est faite la mesure, de l'instrument de mesure,, de l'heure de la journée et du niveau d'activité de la personne. Une température corporelle normale se situe ainsi entre 35,7 °C et 37,3 °C.

## Évolution récente de la température interne humaine
Au milieu du XIXe siècle, le médecin allemand Karl August Wunderlich réalise des travaux sur la fièvre qui contribuent à la mise au point de l’usage du thermomètre en médecine. En 1868, sur la base de relevés concernant 25 000 malades et impliquant un million de mesures axillaires, Wunderlich établit dans son ouvrage Les variations thermiques dans les maladies, la température normale du corps humain entre 37 et 37,5 °C (plage de 36,2 à 37,5 °C pour une personne en bonne santé). Cette moyenne devient alors un lieu commun médical et populaire.
Dans les années 1980 des études distinguent avec plus de précision la prise de température orale, rectale, tympanique et axillaire, et relèvent une moyenne plus basse que 37,5 °C. Elles montrent aussi que la température interne est plus élevée chez les jeunes et les femmes.
En 1994, selon le professeur Philip Mackowiak, la température axillaire normale est comprise entre 36,2 °C et 37,2 °C.
En 2002, Sund-Levander et al. concluent d'une revue de 27 études récentes que la température moyenne est au début du XXIe siècle uniformément inférieure à l'estimation de Wunderlich.
En 2017, à partir de près de 250 000 mesures de température de plus de 35 000 patients anglais (température orale), Obermeyer et al. estiment la température moyenne à 36,6 °C.
Selon Myroslava Protsiv et al. (2019), la température moyenne d'un Américain a également chuté de 0,6 °C depuis l'époque de la Guerre civile et cette baisse de la température corporelle moyenne n'est pas due à un biais de mesure, mais à la population actuelle qui développe moins d'infections, notamment grâce à un accès plus généralisé à l'eau potable, aux vaccins et aux antibiotiques, et qui bénéficie de logements mieux chauffés. Ces conditions de vies réduiraient l'inflammation des tissus corporels et donc leur température.
Ce changement continu (−0,03 °C par décennie de naissance) d'un marqueur du taux métabolique a été observé au sein de trois grandes cohortes et « chez les hommes et les femmes, après ajustement pour l'âge, la taille, le poids et, dans certains modèles, la date et l'heure de la journée ». Il pourrait en partie expliquer l'évolution de la longévité depuis 157 ans (à l'époque des relevés de Wunderlich, l'espérance de vie n'était que de 38 ans et les infections chroniques non traitées (tuberculose, syphilis, parodontites…) touchaient une large partie de la population générale.

## Facteur influant sur la température corporelle
Les échanges de chaleur qui se produisent chez un individu entre son corps et l'environnement sont tous envisagés par les lois de la thermodynamique.
Le premier principe de la thermodynamique, celui de la conservation des masses et de l'énergie, dit que l'énergie chimique dans les aliments, si elle n'est pas dépensée dans des efforts physiques, ou en élévation de température lors de l'effort physique, sera transformée en graisse. Le second principe de la thermodynamique dit que la chaleur s'écoule toujours d'un milieu à haute température vers un milieu à basse température, ce qui se produit habituellement pour le corps au contact de son environnement.
Les échanges de chaleur se réalisent par évaporation, par conduction, par convection, par rayonnement. L'énergie restante est le travail. L'évaporation est sensible à l'humidité, les autres modes d'échange thermique ne le sont pas.
Les pertes de chaleur du corps humain se répartissent comme suit, :
- rayonnement infrarouge, environ 54 % ;
- évapotranspiration, environ 29 % ;
- convection, environ 14 % ;
- conduction, environ 3 %.

### Causes de refroidissement

#### Par rayonnement
Le corps se refroidit par rayonnement dans la mesure où il se trouve dans un environnement qui est plus froid que lui.

#### Par la transpiration cutanée
La fonction principale de la transpiration animale chez les homéothermes est la régulation thermique par évaporation. La transpiration retire un certain nombre de calories de l'organisme (L'évaporation d'un litre de sueur absorbe 500 kilocalories.) La transpiration est accrue par l'élévation de température, par la sécheresse de l'air, par les mouvements de l'air, par l'échauffement de la peau, elle est diminuée par l'air froid, par la stagnation de l'air, par l'humidité de l'air et par le refroidissement de la peau.

#### Par la transpiration pulmonaire
De la vapeur est exhalée par la respiration. De plus, les volumes d'air introduits dans les poumons par la respiration se trouvent ordinairement à une température plus basse que celle du corps, ce qui provoque un refroidissement de celui-ci (Voir convection).

#### Par la conduction ou par convection
Les pertes de chaleur par conductivité thermique supposent que les corps qui touchent celui de l'humain se trouvent à une température plus basse que lui, et parmi ces corps c'est l'air atmosphérique qui le plus constamment est la cause de ce refroidissement, par convection (une forme de conduction). La perte de chaleur par conduction est extrêmement limitée chez les animaux ou chez les humains pour les raisons suivantes :
- les animaux dont la température est élevée sont revêtus d'enveloppes naturelles qui sont de très mauvais conducteurs de chaleur, la fourrure, les plumes ou les duvets, et l'humain, dont la peau est nue, se couvre d'enveloppes artificielles, les vêtements, qui jouissent des mêmes propriétés (Isolation vestimentaire) ;
- les parties de surface du corps qui sont en contact avec un corps froid se refroidissent rapidement, la circulation devient lente ou presque nulle et la transmission de chaleur s'arrête ou devient très lente. Par exemple la peau d'un corps plongé dans un bain froid devient rapidement pâle, et presque aussi froide que le bain lui-même. En cela, elle est presque réduite à la condition de membrane inerte, conduisant très mal la chaleur et servant d'enveloppe au reste du corps.

L'exposition à un vent froid, compliquée (si ce vent est sec) par une évaporation, peut produire un refroidissement important (refroidissement éolien). Certains explorateurs polaires ont remarqué que l'on supportait mieux une température de −36 °C par vent calme que −18 °C par un vent vif.

### Causes de réchauffement
L'organisme tend à réguler naturellement les déperditions thermiques (Voir plus loin, régulation).
Un environnement chaud contribue au réchauffement du corps : le corps reçoit de la chaleur par conduction ou par rayonnement pour peu que les surfaces et l'ambiance extérieure soient plus chaudes que la température corporelle.
Une infection virale (grippe), une activité physique ou bien un coup de chaleur augmente la température corporelle.
D'autre part l'humain s'est créé un environnement qui vise à limiter les déperditions (vêtements, parois isolées de son habitat), quand il ne va pas puiser dans les ressources du chauffage les calories qui lui permettent de créer un milieu qui va contribuer à la conservation de son équilibre thermique, soit en limitant les surfaces ou ambiances froides, soit en communiquant directement des calories (par rayonnement, conduction) à son organisme.
Le chauffage et la climatisation visent, au-delà des besoins physiologiques, à réaliser un confort thermique qui pour beaucoup est culturel (confort adaptatif).
Dans le contexte du réchauffement climatique, les nuits chaudes, parfois dites "nuits tropicales" vont devenir, y compris en zone tempérée, une source de réchauffement du corps rendant le sommeil plus difficile.

## Régulation
L'hypothalamus, qui contient le centre thermorégulateur, reçoit des informations de tous les thermorécepteurs (cutanés et centraux) ; il analyse la température en permanence, et la compare à une valeur de consigne (environ 37 °C).
Lorsque la température du corps est supérieure à la valeur de consigne, l'hypothalamus provoque le phénomène de transpiration : l'évaporation de la sueur provoque un abaissement de la température de la peau. Dans le même temps, les artérioles cutanées se dilatent (augmentation du diamètre) afin de favoriser les échanges de chaleur avec l'extérieur.
Lorsque la température du corps est inférieure à la valeur de consigne, l'hypothalamus active plusieurs mécanismes de thermogenèse :
- réduction de la déperdition de chaleur à la surface du corps : vasoconstriction cutanée via le système nerveux sympathique (les catécholamines agissent sur les récepteurs adrénergiques alpha-1) pour diminuer les échanges thermiques entre la peau et le milieu ambiant. La chair de poule est également un mécanisme de thermogenèse, peu efficace chez l'humain en raison de sa faible pilosité ;
- augmentation de la production de chaleur :
  - par l'activité musculaire : les frissons sont des successions de secousses cloniques de la musculature striée ne fournissant aucun travail mécanique, toute l'énergie étant libérée sous forme de chaleur,
  - par le métabolisme : les catécholamines libérées par le système nerveux sympathique augmentent le métabolisme par lipolyse et glycogénolyse, ce qui induit la production de chaleur.

## Variations

### Rythme nycthéméral
La température corporelle varie naturellement de +1 ou −1 °C selon le rythme nycthéméral[réf. souhaitée]. La température est au plus bas environ 3 heures avant le lever et au plus haut en fin d'après-midi vers 18 h.

### Maladie
Lorsque cette température est trop élevée, et que cette altération est produite par le corps lui-même — par exemple en réaction à une infection —, on parle de fièvre (qu'il convient de distinguer de l'hyperthermie résultant, elle, de l'accumulation de chaleur issue de l'environnement et/ou produite par un effort intense). Cette fièvre apparaît lors d’un dérèglement du système de régulation de la température par changement de la valeur de consigne. La fièvre peut se soigner en luttant contre sa cause (traitement de l’infection), en agissant sur la grandeur de consigne (aspirine, paracétamol, etc.) ou en refroidissant le corps de l’extérieur (bains frais, glace, etc.).
Lorsque la température centrale est trop basse, on parle d’hypothermie. Celle-ci peut être due à certains types d’infections ou à un refroidissement important ou prolongé.
Lorsque l’organisme n’arrive pas à compenser une variation de température imposée, il y a, selon le cas, coup de chaleur ou hypothermie, les deux pouvant être mortels à l’extrême.

### Cycle menstruel
Chez la femme en âge de procréer, la température matinale est un peu sous 37 °C en début de cycle, et passe brutalement au-dessus au moment de l’ovulation (décalage thermique). Ce phénomène est utilisé dans la méthode des températures pour favoriser la grossesse ou à titre d'indicateur pour la contraception.

### Adaptation au froid
Il semble que le corps humain exposé pendant de longues périodes au froid s'acclimate en faisant baisser partiellement la température corporelle pour dépenser moins d'énergie. On parle d'adaptation métabolique du corps.
Les pêcheuses de perles du Japon Ama qui passent régulièrement du temps sous l'eau à des températures parfois avoisinant les 10 °C, ont une température orale qui baisse de 32 à 33 °C dès qu'elles sont exposées au froid. 
Au retour de sa marche en solitaire vers le Pôle, l'explorateur Jean-Louis Étienne, après avoir été exposé à des températures très basses, a vu sa température corporelle baisser jusqu'à 35,5 °C au repos lorsqu'il était exposé à de faibles températures (1 °C pendant deux heures), ce sans conséquences.

## Méthodes pour mesurer la température

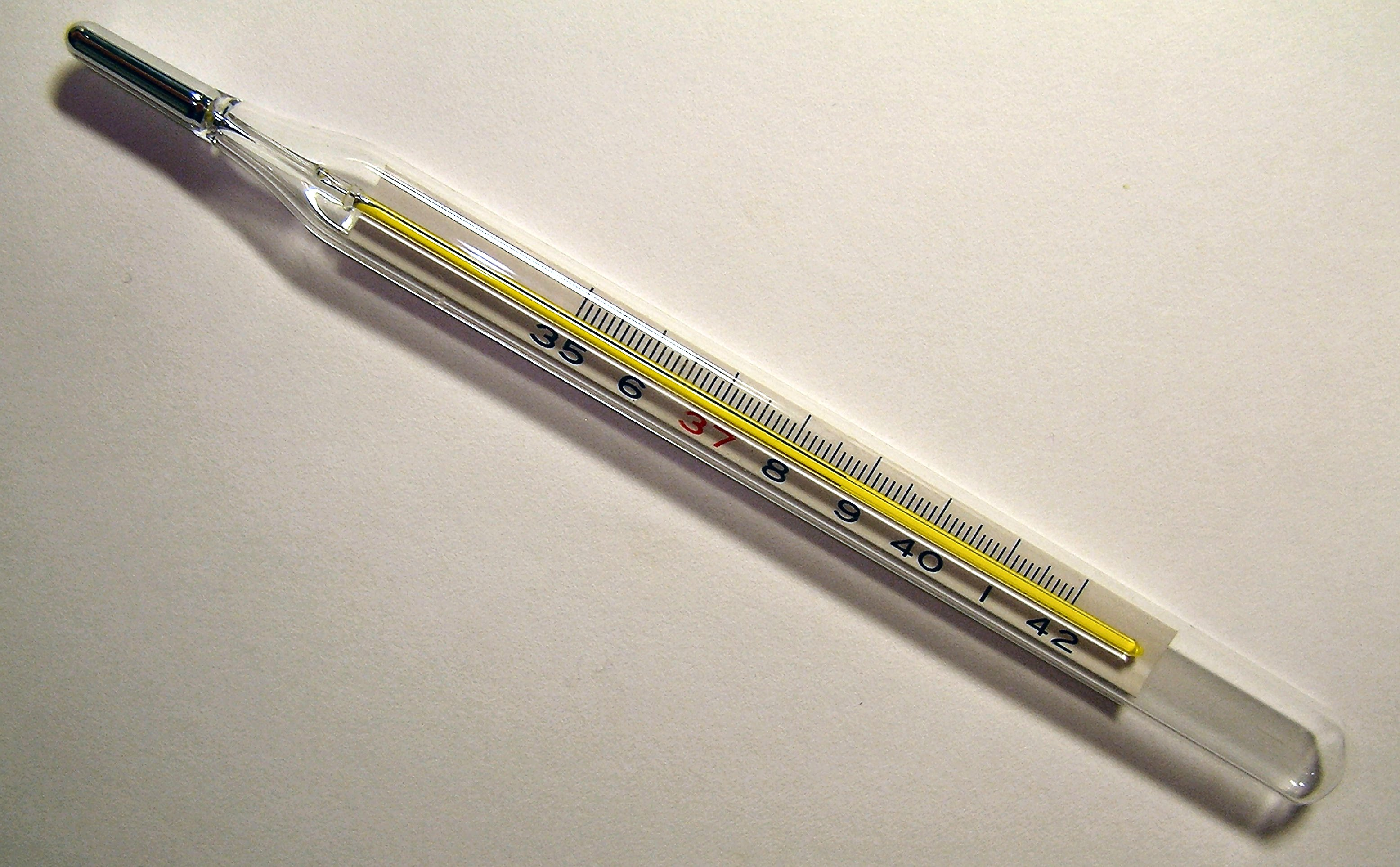
Thermomètre médical, ancien modèle à mercure.

La température de référence se situant au centre de l’organisme, celle-ci est difficilement mesurable. On distingue les méthodes non invasives, qui ne nécessitent pas le franchissement des muqueuses (pas de contact sanguin), des méthodes invasives. La fiabilité de la mesure diffère suivant la technique utilisée : la méthode la plus précise reste la mesure intrarectale, les autres conduisant fréquemment à une sous-évaluation de la température corporelle.

### Méthodes non invasives
La prise de la température est sujette à controverse, car la température de référence se situe au centre de l’organisme, endroit où il est difficile d’accéder. Dans ces conditions, on se contente de pis-aller, en prenant la température dans un endroit pas trop exposé à l’air ambiant et, malgré tout, accessible :
- le rectum permet d'obtenir une donnée fiable. Le thermomètre doit être nettoyé et désinfecté après utilisation, il peut être protégé par une enveloppe à usage unique. Les températures normales varient dans une fourchette de 36,6 à 38 °C[21] ;
- la bouche : une sonde à usage unique est placée sous la langue, bouche fermée. La prise doit être relativement éloignée d'une absorption chaude ou froide. Les températures normales varient dans une fourchette de 35,5 à 37,5 °C ;
- l’oreille est sondée au moyen d'un thermomètre tympanique à infrarouge avec un embout à usage unique[22]. Les résultats peuvent être faussés par la présence d'un bouchon de cérumen ou le positionnement sur le côté du conduit auditif et non près du tympan ;
- l'aisselle ou pli axillaire : la température est de 0,5 °C inférieure aux autres prises avec un thermomètre électronique. Elle peut être impossible chez les personnes cachectiques. La peau ne doit pas être frictionnée avant la prise. Les températures normales varient dans une fourchette de 34,7 à 37,5 °C ;
- l'aine ou pli inguinal : similaire à l'aisselle ;
- le front ou la tempe, qui présentent une discrète sous-évaluation des chiffres chez l'afro-américain[23]. Les températures normales à la tempe varient dans une fourchette de 35,8 à 38 °C.

Moins utilisée et coûteuse, une caméra infrarouge peut révéler des zones d'inflammation (révélant par exemple des zones touchées par une arthrite, en médecine vétérinaire notamment).
En France, le thermomètre à mercure ayant été interdit, il a été remplacé par des thermomètres au galinstan. En pratique, les thermomètres électroniques ou à infrarouges sont de plus en plus utilisés.

### Méthodes invasives
Réservée aux patients hospitalisés nécessitant un suivi intensif et continu, la mesure de la température peut être réalisée avec une sonde urinaire, une sonde œsophagienne ou avec un cathéter artériel doté d'une sonde de température (notamment lors de la mesure de la pression artérielle invasive),.